# Casa Llúcia Catasús i Soler
La casa Llúcia Catasús i Soler és un edifici de Sitges (Garraf) inclòs a l'Inventari del Patrimoni Arquitectònic de Catalunya.

## Descripció
És un edifici entre mitgeres format per planta baixa i dos pisos, amb terrat a la catalana. A la planta baixa hi ha motllures d'inspiració gòtica, encara que el conjunt presenta modificacions respecte del projecte original.
El primer pis l'ocupen dos balcons d'arc de mig punt i barana de pedra amb la peanya sostinguda per cartel·les. A la part central de la façana hi ha relleu de Sant Jordi com a motiu ornamental. El segon pis presenta una galeria amb sis finestres d'arc de mig punt. El coronament presenta moltes modificacions. Hi ha una cornisa de teula i barana del terrat.

## Història
Segons la documentació conservada a l'Arxiu Històric Municipal de Sitges, la sol·licitud de permís per a la construcció d'aquest edifici va ser presentada per Llúcia Catasús Soler, mandatària dels hereus d'Antoni Catasús Ferrer, el 12 d'octubre del 1915. El projecte, signat pel mestre d'obres Josep Graner, fou aprovat el dia 15 del mateix mes.
Actualment part de la planta baixa apareix modificada i s'utilitza com a accés a un hostal.